# Ferdinand von Lüdinghausen-Wolff
Ferdinand von Lüdinghausen-Wolff (* 12. März 1910 in Berlin-Schöneberg; † 18. Mai 1977 in Waldkirch) war ein deutscher Bürgermeister und Landrat.

## Leben
Ferdinand von Lüdinghausen-Wolff war ein Sohn des Landrats des Kreises Gumbinnen und Polizeipräsidenten Bernd Freiherr von Lüdinghausen-Wolff und dessen Ehefrau Martha, geborene Hoffmann. Nach einem Studium an den Universitäten Genf, Paris, München, London und Breslau wurde er 1936 mit Ablegung des ersten Staatsexamens zum Gerichtsreferendar ernannt. Unter Wechsel in den allgemeinen Verwaltungsdienst zum Regierungsreferendar ernannt, erhielt er im Weiteren kommissarisch die Berufung zum Bürgermeister von Geldern. Nach seiner Beförderung zum Regierungsrat im Jahr 1942 wurde er persönlicher Referent des Reichskommissars für Preisbildung in Berlin Hans Fischböck. Während des Zweiten Weltkriegs, wo er zuletzt im Range eines Hauptmanns im Infanterie-Regiment 464 diente, verlor er in Russland einen Arm. Zuletzt war Lüdinghausen-Wolff vom 1. November 1944 bis zum 31. März 1945 kommissarisch als Landrat des Kreises Gelnhausen eingesetzt. Nach Kriegsende betätigte er sich als Vertreter der Industrie in Paraguay, 1959 kehrte er nach Deutschland zurück.